# Dionisio Inca Yupanqui
Dionisio Inca Yupanqui (Lima, 9 de octubre de 1760-?) fue un militar, jurista y político descendiente de la antigua nobleza inca. Es reconocido por ser uno de los diputados del Perú ante las Cortes de Cádiz durante la redacción de la Constitución española de 1812 y el único representante de un pueblo originario americano durante esa instancia. Tuvo tendencias jovellanistas, coqueteando tanto con el liberalismo español como con el tradicionalismo político durante la crisis del absolutismo español.

## Biografía
Nació en Lima, Perú, el 9 de octubre de 1760, pero se trasladó a España junto a su padre y su hermano Manuel en 1769 a la edad de nueve años, a los fines de hacer valer los efectos económicos de su título de nobleza. Su padre había hecho carrera militar en Perú y España, intentando en ésta la convalidación de su título de nobleza. No logró obtener el "Marquesado de Santiago de Oropesa" que pretendía, pero se le concedió una pensión y privilegios para sus hijos. 
Dionisio se educó en el Seminario de Nobles de Madrid y realizó una carrera militar, primero como oficial naval en la Marina. Participó en diversas acciones en el norte de África, luego contra los británicos en torno a Gibraltar y más tarde en La Habana.
José García Martínez y el mismo Conde de Gálvez, empezaron a notar que durante estas épocas de 1770-1780, Don Dionisio Inca desarrollaría un apoyo hacia los movimientos abolicionistas y de reivindicación social, tanto entre los indios tributarios como también entre los esclavos negros. Posteriormente se vería influenciado por las corrientes de pensamiento modernas del Siglo de las Luces y las propuestas de los liberales ilustrados para la realización de dichos objetivos.
En 1780 el alférez Dionisio Inca Yupanqui fue enviado a servir en el Mar del Caribe en el Atlántico, bajo el mando del capitán José de Solano, durante la Guerra de Independencia de los Estados Unidos. Participó en la conquista de la Florida, Mobile, Luisiana y en la toma de Pensacola, una contribución a la independencia de los colonos anglosajones en el contexto de la Guerra de Independencia de los Estados Unidos En 1786, con base en su estirpe real, pidió una pensión al igual que su padre, que le fue denegada, pero para que se pudiera sostener, fue nombrado teniente coronel de un regimiento de dragones. Es así que, como jefe de una unidad de caballería, combatió en la guerra contra la ocupación napoleónica.

### Dionisio en las Cortes españolas
Fue electo diputado suplente de las Cortes de Cádiz reunidas durante la prisión de Fernando VII en diciembre de 1810, en representación del Virreinato del Perú (ante la dificultad de que los diputados titulares llegasen a Cádiz desde América, los suplentes fueron elegidos entre los naturales de los territorios americanos presentes en Cádiz en el momento de la constitución de las Cortes). En ese espacio pronunció un encendido discurso en su condición de “Inca, indio y americano”, reclamando que se hiciera cesar el mal trato, la discriminación y la desigualdad que sufrían los indios americanos de las posesiones españolas, afirmando que “un pueblo que oprime a otro no puede ser libre”. Pidió se proclamase la igualdad con los indios, de acuerdo a los principios evangélicos, planteando que las desventuras que sufría España por la ocupación francesa eran una suerte de castigo divino por las injusticias que estaba cometiendo en América.
Tras un fundamentado discurso, propuso un decreto, para que se instruyera a los virreyes y audiencias para "Que con suma escrupulosidad defiendan a los indios, y cuiden que no sean molestados ni afligidos, en sus personas y propiedades, ni se perjudique en forma alguna a sus personas y privilegios".
El 1 de febrero de 1811, en un discurso más extenso, abogó para que se incluyera en el texto constitucional la igualdad entre blancos e indígenas. Sus discursos influyeron en los decretos de las Cortes del 13 de marzo de 1811 y el 9 de noviembre de 1812, que eliminaron la mita y el tributo de los indios, consecuencias del sistema de vasallaje. A partir de este trabajo, se convirtió en uno de los firmantes de la Constitución española de 1812. 

“Las Cortes generales y extraordinarias, deseando remover todos los obstáculos que impidan el uso y ejercicio de la libertad civil de los españoles de Ultramar […] Quedan abolidos las mitas o mandamientos, o repartimientos de indios, y todo servicio personal que bajo de aquellos u otros nombres presten a los particulares”
C. de Cádiz, 1812

Por su participación en las Cortes gaditanas, se ganó fama por su apoyo al Liberalismo español, pero también empezaría a tener una mala imagen entre la Nobleza incaica. Esto se debió a que su defensa de la abolición de los tributos, mitas y el sistema señorial de la nobleza indígena se oponía a la visión tradicionalista presente entre varios Incas y Caciques del Perú. Con ello, personajes en el Consejo de los 24 nobles electores Incas del Cusco lo consideraron un “enemigo de nuestros reales derechos” (según T. Atayupangui Inca en 1813). Así, la Constitución de 1812, lejos de ser recibida con entusiasmo por los indios nobles, en realidad sería repudiada por intentar romper la relación señorío-tributo-servicio, presentándose intentonas de sabotaje a su divulgación y no sea comunicada su promulgación a los indios ordinarios (lo cual quedó sin éxito). Así, los indios ordinarios lograron imponerse ante las autoridades, por lo que los nobles indios se verían obligados a acatar dichas leyes a regañadientes, como serían Mateo Pumacahua y los Incas del Cuzco.

“Mientras Dionisio Inca Yupanqui dio la impresión de estar más cercano a la política liberal, Mateo Pumacahua irradia la imagen de una persona más conservadora, más próxima a ese Fernando VII, quien, ni bien recuperó el trono de España, dio marcha atrás a las medidas tomadas en las Cortes de Cádiz, anulando la constitución y, con ello, poniendo de nuevo en vigencia tributos y mitas”
Scarlett O'Phelan, 2013

"Señor, el decreto de Vuestra Majestad de abolición del tributo personal de los indígenas americanos ha derribado hasta los cimientos de aquel muro fuerte que por espacio de tres siglos puso en inmensa separación a los habitantes del antiguo y nuevo mundo. Rompió ya con solo una palabra de Vuestra Majestad la piedra de escándalo que alejaba el afecto de tan dignos ciudadanos, y se borrará para siempre, si Vuestra Majestad lo quiere, la línea divisoria injusta y degradante, que, obligándolos a girar en círculos desiguales, parece los precisaba a fijar sus corazones en círculos también desiguales. ¡Feliz 12 de marzo, que va a derramar el consuelo y la prosperidad en aquellos inocentes hermanos! Yo, en nombre del Imperio de los Quechuas, al que la naturaleza me ligó con tantas relaciones, no puedo dejar de felicitar a Vuestra Majestad por una providencia tan sabia y liberal, ni puedo desentenderme del interés que me cabe en que tenga tan pronta y expedita ejecución el decreto ley de abolición del tributo"
Dionisio Inca Yupanqui, 1812

Dionisio Inca Yupanqui permaneció en la península y suscribió en 1814 el Manifiesto de los persas,[cita requerida] que lamentaba los excesos de liberalismo de la Carta de 1812 y exigía la recuperación del régimen de la constitución española no escrita.